# Love Parade
Love Parade fue un festival de música electrónica y desfile que se originó en 1989 en Berlín Oeste, Alemania. Fue apoyado anualmente por Alemania entre 2004 y 2007, y posteriormente del 2008 al 2009. Su propósito era juntar miles de personas en una manifestación pacífica donde la música fuese su principal protagonista. Debido a la tragedia acontecida en Duisburgo en la edición de 2010, la organización decidió que esa sería la última edición.

## Historia

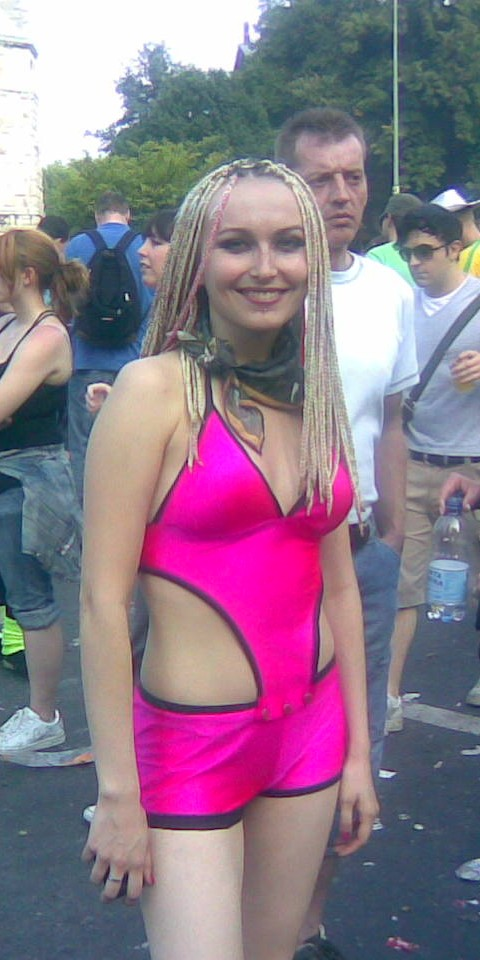
Love Parade 2007.

Love Parade nació en 1989 unos meses antes de que el Muro de Berlín fuera destruido. Su iniciador fue Matthias Roeingh, también conocido como "Dr. Motte". Se celebró como una manifestación política en favor de la Paz y del entendimiento internacional a través de la música, aunque su verdadera motivación pudo ser simplemente hacer una fiesta.
Hasta 1996, el desfile se celebraba en la famosa avenida berlinesa "Ku'damm". Debido a la gran afluencia de gente, esta calle y sus adyacentes se veían abarrotadas, incluso las vías de tren cercanas. Por tanto, el desfile se trasladó a un lugar con mayor espacio, a la gran avenida "Straße des 17. Juni", que cruza el gran parque "Tiergarten" en el centro de Berlín hasta llegar a la Puerta de Brandeburgo. En lo alto de la Columna de la victoria (Siegessäule), en el centro del Tiergarten, hay un ángel dorado que se ha convertido en un símbolo de la fiesta.
Mucha gente de Alemania, Polonia, y otros países viajan a Berlín a mediados de julio para tomar parte en el desfile. Alrededor de un millón asistieron entre los años 1997 y 2000 y 800.000 en 2001. La asistencia en 2001 fue sensiblemente menor por un cambio de fecha avisado con poca antelación. En 2002 y 2003 tampoco hubo mucha afluencia, y en 2004 y 2005 el desfile se ha cancelado por problemas en la organización.
La Love Parade puede que haya marcado, junto con Mayday, Nature One y otras, el comienzo de la cultura rave y la era del Techno moderno.
El 24 de julio de 2010, el Love Parade fue cancelado y su fundador anunció que no volvería a celebrarse debido a que se produjo en Duisburgo una avalancha humana que se cobró la vida de 21 personas y dejó 511 heridos. "El Love Parade ha terminado", sentenció el fundador del ya extinto festival.

## La celebración en Berlín

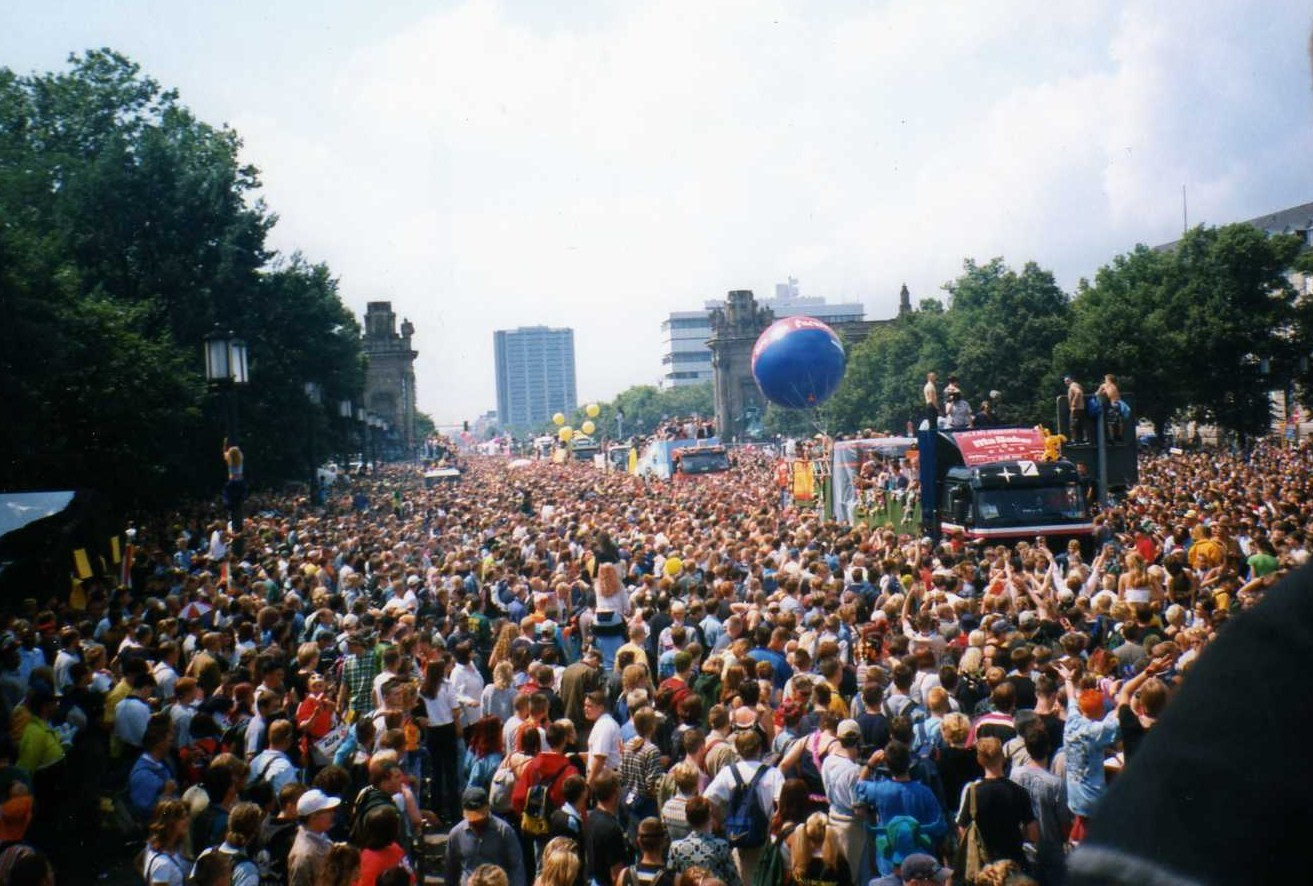
Loveparade 1997 en Berlín.

La música que se escucha es principalmente Trance Progressive House, Techno y Schranz. Intentos de introducir otros estilos musicales, como el Hip Hop escuchado únicamente en Estados Unidos, han fracasado rotundamente, debido a que la audiencia europea tiene un gusto refinado en cuanto a música electrónica. En los primeros años la música Techno Hardcore y Gabber eran parte de la fiesta, pero posteriormente fueron eliminados porque eran muy extremos. Debido a esto apareció una contramanifestación a la Love Parade denominada "Fuckparade".
Generalmente el desfile es masivo, intenso y de larga duración que cualquier otro concierto comercial. Con los sistemas de sonido refrigerados por agua montados en todos los camiones se produce una potencia de sonido de varios megavatios. Básicamente la fiesta se desarrolla en torno a los camiones. Estos normalmente están caracterizados por importantes clubs y DJs, no solo locales. Se ha convertido en norma que solo los camiones con patrocinadores relacionados con el Techno, como clubs, marcas o tiendas, puedan tomar parte en el evento. Generalmente son muy costosos, con bailarines en la parte superior y altavoces en los laterales o la parte trasera.
Se pueden seguir dos tácticas a la hora de tomar parte en la fiesta: seguir a un camión con la música que se prefiere; o quedarse en un lugar y dejar que los diferentes tipos de música vayan pasando.
Esta fiesta es un lugar para expandir la mente y olvidarse de las inhibiciones cotidianas. Se crea una atmósfera de libertad donde cada quien disfruta a su manera, lo que puede juzgarse como exhibicionista para externos. A algunas personas les gusta llevar cosas como chupetes o máscaras, vestir de colores psicodélicos . La gente suele ser bastante creativa en lo que se refiere su apariencia y a la ropa que lleva (o no).
Una imagen famosa de la Love Parade es gente sentada o bailando en las farolas, árboles, paneles de anuncios, cabinas telefónicas... por lo que se le ha apodado "el mayor circo de aficionados de la Tierra". Aunque no está permitido, probablemente es la mejor manera para ver y ser visto. La policía de Berlín normalmente es bastante tolerante en este evento. Durante doce años no ha habido grandes incidentes. Excepto por el exceso de drogas o desmayos debidos a deshidratación o sofocos, el número de incidentes ha sido extraordinariamente bajo.
Todos los años el final de la manifestación ha sido el tan famoso "Abschlusskundgebung", que consiste en actuaciones de media hora de los DJs más importantes del mundo, como Paul Van Dyk, DJ Rush, DJ Hell, Westbam, Miss Djax y Chris Liebing. En este momento todos los camiones (alrededor de 40) se conectan unos a otros y se colocan en línea dirección a la Columna de la Victoria, donde se encuentra el pinchadiscos.
Con el final del desfile la fiesta no acaba. Muchos DJs pinchan en el gran número de fiestas que tienen lugar antes y después del desfile. Hay fiestas de muchos tamaños, desde clubs con unos cientos de personas, la mayoría gente selecta, hasta raves con muchas plantas y algunas decenas de miles de personas. Mucha gente acude únicamente a las fiestas y no va al desfile para poder dormir algo.

### Temas legales
La Love Parade es un caso muy especial. Según la ley Alemana, el Estado tiene que costear la seguridad durante las manifestaciones así como la limpieza de las calles después de estas. Sin embargo, en el caso de un evento comercial, es el organizador el que debe afrontar estos gastos. En eventos de la envergadura de este, los costes ascienden a cantidades estimadas en torno a 300.000 y 400.000 euros.
Para evitar costes, inicialmente se celebraba como una "manifestación política"; pero por otro lado, está organizada por dos compañías creadas únicamente para la Love Parade. De hecho, el nombre "Love Parade" es una marca registrada y las compañías se han esmerado en cobrar por el uso de ésta. Esto no incluye solo "merchandising" y discos, también cobran a los clubs participantes, vendedores de refrescos e incluso emisoras de televisión como la MTV o su competidora alemana, VIVA.
Debido a todo esto, ha habido problemas entre los organizadores y la ciudad de Berlín todos los años con respecto al estatus de la Love Parade (sobre todo, quién paga). Finalmente en el 2001, la justicia estableció que la Love Parade se tenía que celebrar como un evento comercial. En 2004, los organizadores dijeron que no tenían los fondos suficientes para volver a celebrarla. En 2006 la empresa de gimnasios Alemana, McFit se hizo cargo de los costes del evento a cambio del patrocinio. En 2007 y pese a contar de nuevo con el mismo patrocinio las autoridades de Berlín se negaron a permitir la marcha en su ciudad alegando motivos de seguridad por lo cual se eligió la ciudad alemana de Essen, cercana a Holanda, tras un llamamiento público a las diferentes ciudades que quisieran acogerla. En 2008 cientos de miles de personas bailaran nuevamente por la paz y el amor en Dortmund.

## La tragedia de Duisburgo
La edición de 2010 en Duisburgo estuvo marcada por la tragedia al producirse una oleada de pánico en los túneles que culminaban el recorrido marcado por la organización desde la estación central de la ciudad hasta una estación de mercancías abandonada situada a unos 700 metros en línea recta. Dos recorridos marcados de algo más de 1 km de longitud, oeste y este, permitían a los asistentes ir de la estación central a la de mercancías, confluyendo ambos recorridos en el interior de un antiguo túnel para camiones de 200 m de longitud. 21 personas fallecieron y hubo más de 300 heridos graves. La música continuó en el recinto a pesar de la tragedia, cesando a las 23 horas. Tras la tragedia, la organización del festival anunció que no se volverá a organizar el Love Parade en señal de respeto a las familias de las víctimas.

## Listado de las Love Parades
| Año  | Ciudad                                    | Lema                                          | Participantes                                                |
| ---- | ----------------------------------------- | --------------------------------------------- | ------------------------------------------------------------ |
| 1989 | Berlín                                    | Friede, Freude, Eierkuchen, Tizardo Greco     | 150                                                          |
| 1990 | Berlín                                    | The Future Is Ours                            | 2.000                                                        |
| 1991 | Berlín                                    | My House Is Your House And Your House Is Mine | 6.000                                                        |
| 1992 | Berlín                                    | The Spirit Makes You Move                     | 15.000                                                       |
| 1993 | Berlín                                    | The Worldwide Party People Weekend            | 31.000                                                       |
| 1994 | Berlín                                    | Love 2 Love                                   | 110.000                                                      |
| 1995 | Berlín                                    | Peace on Earth                                | 280.000                                                      |
| 1996 | Berlín                                    | We Are One Family                             | 1.750.000                                                    |
| 1997 | Berlín                                    | Let the Sunshine In Your Heart                | 1.000.000                                                    |
| 1997 | Sídney                                    |                                               |                                                              |
| 1998 | Berlín                                    | One World One Future                          | 800.000                                                      |
| 1999 | Berlín                                    | Music Is The Key                              | 3.000.000                                                    |
| 1999 | Buenos Aires (Buenos Aires Energy Parade) | Amor, Paz y Dance part 1                      | 450.000                                                      |
| 2000 | Berlín                                    | One World One Loveparade                      | 1.300.000                                                    |
| 2000 | Leeds                                     | Radio One - One Love                          | 300.000                                                      |
| 2000 | Buenos Aires (Buenos Aires Energy Parade) | Amor, Paz y Dance part 2                      | 750.000                                                      |
| 2001 | Berlín                                    | Join The Love Republic                        | 800.000                                                      |
| 2002 | Berlín                                    | Access Peace                                  | 750.000                                                      |
| 2002 | México, D. F.                             | Un espacio para el amor                       |                                                              |
| 2003 | Berlín                                    | Love Rules                                    | 750.000                                                      |
| 2004 | San Francisco                             |                                               |                                                              |
| 2005 | San Francisco                             |                                               |                                                              |
| 2005 | Santiago                                  | Sal a la calle y baila                        | 200.000                                                      |
| 2005 | Acapulco                                  | Natural Beats In A Digital Sunset             | 120.000                                                      |
| 2006 | Berlín                                    | The Love is Back                              | 1.200.000                                                    |
| 2006 | San Francisco (como LoveFest)             |                                               |                                                              |
| 2006 | Santiago                                  | El baile es de todos                          | 500.000                                                      |
| 2007 | Essen                                     | Love is everywhere                            | 1.200.000                                                    |
| 2007 | Caracas                                   | Live the Love!                                | 80.000                                                       |
| 2007 | San Francisco (como LoveFest)             |                                               | 60.000                                                       |
| 2008 | Dortmund                                  | Highway to Love                               | 1.600.000                                                    |
| 2008 | Caracas                                   | Keep the love alive!                          |                                                              |
| 2009 | Bochum                                    |                                               | SUSPENDIDA                                                   |
| 2010 | Duisburgo                                 | The Art of Love                               | 1.400.000 (finalizada a las 23 horas a causa de la tragedia) |
| 2011 | Gelsenkirchen                             |                                               | SUSPENDIDA                                                   |

Nota: el número de participantes era una estimación de la organización. Las estimaciones de la policía han sido generalmente en torno a un 30% menores. No hay cifras precisas puesto que la entrada al evento era libre.

## Internacional
Love Parade ha sido un fenómeno que tuvo un gran éxito, que en diversas ciudades del Mundo se ha replicado exitosamente la idea bajo el concepto "One World, One Loveparade" ("Un Mundo, Un Loveparade").
- Viena
- Tel Aviv
- Ciudad de México
- San Francisco
- Buenos Aires
- Santiago de Chile
- Caracas
- Asunción
- Bogotá

### Love Parade en Argentina (más conocido como Buenos Aires Energy Parade)

#### 1999
En septiembre de ese año, la ciudad de Buenos Aires tuvo una fiesta de características similares al Love Parade, denominado "Buenos Aires Energy Parade". DJ Dero fue el elegido para cerrar el evento para más de 200.000 personas en los bosques de Palermo, con 10 camiones y 140 djs entre los que estaban losmás destacados de la escena local

#### 2000
Este festival tuvo una nueva edición en el 2000, con 14 camiones y 170 djs, la cual contó con la presencia de uno de los creadores del Love Parade, Westbam (junto a Dr. Motte) y Mr. X & Mr. desde Alemania, y también :Sterling Moss de Inglaterra, Dj Fabrizio de Brasil y los más destacados djs de la escena argentina siendo, nuevamente, DJ Dero el encargado dar cierre al evento.reuniendo a más de 500.000 personas en el Parque 3 de Febrero de la ciudad de Buenos Aires bajo el lema "AMOR PAZ Y DANCE".

### Love Parade en Chile

#### 2005
El primer carnaval de la Love Parade en Chile fue instalado el 8 de enero de 2005 bajo el lema "Sal a la calle y baila". La reunión masiva en torno a la música electrónica congregó a más de 150.000 participantes con camiones parlantes haciendo recorrido alrededor del parque forestal, entre J.M. Caro con J.M. de la Barra (intersección donde se ubicaba el escenario principal) y Pío Nono con Monjitas, al llegar a la Plaza Baquedano (o conocida popularmente como Plaza Italia).
La fiesta duró cerca de 12 horas y tuvo la visita de más de 120 dj`s nacionales e internacionales. El evento culminó con una fiesta privada a las 23.00 en el centro cultural Estación Mapocho.
En cuanto a seguridad, la Intendencia Metropolitana de Santiago y el municipio presentaron una buena disposición a colaborar con el encuentro, el cual transcurrió en completa normalidad y cumpliendo su objetivo base: el baile y la música electrónica.

#### 2006
En 2006 (6 de enero) se repite el encuentro pero esta vez potenciado por algunas mejoras conseguidas por los organizadores. En esta ocasión el recorrido estuvo delimitado en las dos calzadas de la Avenida Libertador Bernardo O'Higgins (conocida como Alameda, principal avenida de Santiago) entre las calles Vicuña Mackenna (al llegar a la Plaza Baquedano) y el Cerro Santa Lucía, lugar del escenario principal para esta ocasión. El Edificio Diego Portales fue uno de los puntos principales por donde se desarrolló parte del evento. El evento duplicó la congregación anterior con una participación de 300.000 personas aproximadamente. Nuevamente terminó con una fiesta privada en el Centro cultural Estación Mapocho a las 23.00.

#### 2007
El plano de recorrido se extiende desde Plaza Baquedano hasta la Casa de Moneda y se esperan más de 500.000 personas, sin embargo el evento se debió suspender por faltas de permisos de la Intendencia Metropolitana, según informaron los organizadores, a 8 días del evento, aún no se entregaban los permisos necesarios a pesar de cumplir los plazos de solicitud estipulados, lo cual llevó a la cancelación del carnaval por parte de la organización, con esto, Euphoria (productora del evento) arriesga la pérdida de la franquicia de Love Parade que es exclusiva de Chile para América del Sur.

### Love Parade en Venezuela
Caracas fue la próxima ciudad en realizar este evento, teniendo la fecha prevista para el 23 de junio de 2007. Se realizó con bastante incertidumbre debido a la cancelación hecha del 28 de mayo. El público pensó que el Love Parade no sería realizado en Caracas. Sin embargo, el 23 de junio desde tempranas horas de la mañana, se empezaron a montar los preparativos de las carrozas características de este evento.
Con el apoyo de los patrocinadores y de varias personas que iban a disfrutar del evento se terminaron de adornar los camiones. La gente empezó a llegar aproximadamente desde las 10 a. m. y ya para las 12 p. m. empiezan a desfilar las 5 carrozas del evento, haciendo un recorrido desde la avenida Río de Janeiro hacia la plaza Alfredo Sadel de la capital, donde se concentraron más de ochenta mil personas. Sin embargo, muchos consideraron que la afluencia no fue la esperada debido a la mala organización del evento. A las 6:30 p. m., ya la fiesta había terminado, debido a presión de la alcaldía donde se realizó el evento. No obstante, se esperaba que el evento se repita de nuevo en los próximo años con más publicidad y organización.
En el año 2008, la organización del Love Parade Venezuela, a pesar del clima político reinante en el país, concretó con la Alcaldía de Sucre, realizar el evento en su municipalidad. El recorrido se realizó en las inmediaciones del Parque del Este. La fecha de realización fue el 1 de noviembre, bajo el lema MANTÉN VIVO EL AMOR / KEEP THE LOVE ALIVE. Fue el único Love Parade oficial realizado en Suramérica en el año 2008. Adicional a esto el 18 de octubre se realizó en la ciudad de Maracaibo un evento denominado Love Parade Warm Up en la cosmopolita Zona Gourmet, en las inmediaciones de la Plaza de la República; este evento sirvió como apertura al de Caracas el 1 de noviembre.